# 죽림초등학교 (충북)
죽림초등학교는 대한민국 충청북도 청주시 서원구에 있는 초등학교다.

## 학교 연혁
- 2005. 03. 01 죽림초등학교 개교(11학급)
- 2015. 03. 01 제5대 류동현 교장 부임
- 2016. 02. 16 제11회 졸업식(118명, 총 832명)
- 2016. 03. 01 초등 35학급(특수학급포함), 유치원 4학급
- 2017. 02. 17.  제 12회 졸업식(졸업생 141명, 총 973명)
- 2017. 03. 01.  초등 34학급(특수학급 포함), 유치원 4학급
- 2017. 11. 23. 충청북도교육청 맞춤형 장학 활성 우수기관 표창
- 2018. 02. 13. 제 13회 졸업식(졸업생 88명, 총 1061명)
- 2018. 03. 01. 초등 35학급(특수학급 포함), 유치원 4학급
- 2018. 03. 01. 제 6대 배연자 교장선생님 부임